# Факсельвен
Факсельвен (швед. Faxälven) — річка у центральній частині Швеції, найбільша (права) притока річки Онгерманельвен. Довжина — 340 км, площа басейну — 9040 км², що становить приблизно 29,77 % від басейну Онгерманельвен.
На річці є кілька порогів і водоспадів. Середня витрата води біля гирла становить 145 м³/с. На Факсельвен зведено 12 ГЕС.
Річкою до побудови ГЕС здійснювався сплав лісу.

## Географія
Бере початок біля західного схилу гори Єтнамсклумпен (швед. Jetnamsklumpen або Jadnems klump) у Скандинавських горах на території Норвегії. У верхній частині течії проходить через кілька озер, найбільшими з яких є Блошен, Йормшен, Кварнбергсваттнет, далі річка проходить через довге озеро Стрьомс-Ваттудаль. Після виходу з озера Стрьомс-Ваттудаль, виникає біфуркація Факсельвен — від неї відходить потік Венгелельвен завдовжки 40 км, що впадає у Ф'єлльшеельвен. Далі Факсельвен проходить через низку водоспадів (водоскатів), найбільшим з яких є Йордсгардсфорсен (швед. Ödsgårdsforsen), на якому падіння води становило 20 м. На всіх водоспадах побудовано ГЕС. Після проходження озера Хельгумшен у нижній течії річка Факсельвен протягом 16 км спадає на 104 м, проходячи чотири водоскати — Форсефорсен (21 м, швед. Forseforsen), Нессефорсарна (32 м, швед. Nässeforsarna), Гранвоксфорсен (42 м, швед. Granvågsforsen), після чого впадає у Онгерманельвен приблизно у 2 км на північ від міста Соллефтео. Стік водоспадів після будівництва на них ГЕС зрегульований. Гирло Факсельвен розташоване на висоті 8 м над рівнем моря.

## Назва
Назва річки походить від старошведського fax, що перекладається як «кінська грива».

## Озера
| № | Назва              | Назва норвезь- кою або швед- ською | Площа, км² | Висота над рівнем моря, м | Середня глибина, м | Макс. глиби- на, м | Об'єм, км³ |
| --- | ------------------ | ---------------------------------- | ---------- | ------------------------- | ------------------ | ------------------ | ---------- |
| 1 | Єтнамсватнет       | Jetnamsvatnet                      | —          | —                         | —                  | —                  | —          |
| 2 | Лейпікватнет       | Leipikvattnet                      | 5,06       | 469                       | —                  | 24,8               | —          |
| 3 | Анкарватнет        | Ankarvattnet                       | 9,34       | 448                       | 26,4               | 75                 | 0,247      |
| 4 | Стур-Блошен        | Stor-Blåsjön                       | 40,3       | 433                       | 41,3               | 110                | 1,337      |
| 5 | Йормшен (Лілльорм) | Jormsjön                           | 35         | 345                       | —                  | —                  | —          |
| 6 | Кварбергс- ватнет  | Kvarnbergs- vattnet                | 65,8       | 307,1                     | 41                 | 99                 | 2,720      |
| 7 | Стур-Блошен        | Stor-Blåsjön                       | 40,3       | 433                       | 41,3               | 110                | 1,337      |
| 8 | Стремс-Ваттудаль   | Ströms Vattudal                    | 146        | 286                       | 17,8               | 25,6               | 2,915      |
| 9 | Лонгчернен         | Långtjärnen                        | —          | —                         | —                  | —                  | —          |
| 10 | Стамселе- Вікен    | Stamsele- Viken                    | 6,74       | 273                       | —                  | —                  | —          |
| 11 | Стур-Фіншен        | Stor-Finnsjön                      | 17         | 273                       | —                  | —                  | —          |
| 12 | Рамселешен         | Ramselesjön                        | 7,1        | 223                       | —                  | —                  | —          |
| 13 | Хельгумшен         | Helgumssjön                        | 8,41       | 113                       | 10,4               | 33,2               | 0,088      |
| Примітки. 1. Озеро Єтнамватнет розташоване на території Норвегії, інші озера — на території Швеції. 2. «—» — немає даних. |                    |                                    |            |                           |                    |                    |            |

## ГЕС
На річці Факсельвен зведено 12 ГЕС з середнім річним виробництвом близько 3740 млн кВт·год. На гідроелектростанціях використовуються турбіни двох типів — радіально-осьові (турбіни Френсіса) і обертово-лопатеві (турбини Каплана). Робота ГЕС контролюється з центру в місті Соллефтео.
| №  | Назва | Назва швед- ською | Роз- ташуван- ня | Рік введен- ня в дію | Встанов- лена потуж- ність, МВт | Середнє річне вироб- ництво, млн кВт·год | Висота падіння, м |
| -- | ----- | ----------------- | ---------------- | -------------------- | ------------------------------- | ---------------------------------------- | ----------------- |
| 1  |       | Sippmikk          |                  | 1953                 | 4                               | 15                                       |                   |
| 2  |       | Blåsjön           |                  | 1957                 | 60                              | 201                                      |                   |
| 3  |       | Junsterforsen     |                  | 1961                 | 30                              | 115                                      |                   |
| 4  |       | Gäddede           |                  | 1974                 | 22                              | 72                                       |                   |
| 5  |       | Linnvasselv       |                  | 1962                 | 73                              | 200                                      |                   |
| 6  |       | Bågede            |                  | 1974                 | 13,4                            | 70,8                                     |                   |
| 7  |       | Lövön             |                  | 1973                 | 36                              | 140                                      |                   |
| 8  |       | Storfinnforsen    |                  | 1953                 | 132                             | 536                                      |                   |
| 9  |       | Ramsele           |                  | 1958                 | 157                             | 869                                      |                   |
| 10 |       | Edsele            |                  | 1965                 | 60                              | 328                                      |                   |
| 11 |       | Forsse            |                  | 1968                 | 52                              | 210                                      |                   |
| 12 |       | Hjälta            |                  | 1952                 | 178                             | 983                                      |                   |

## У мистецтві

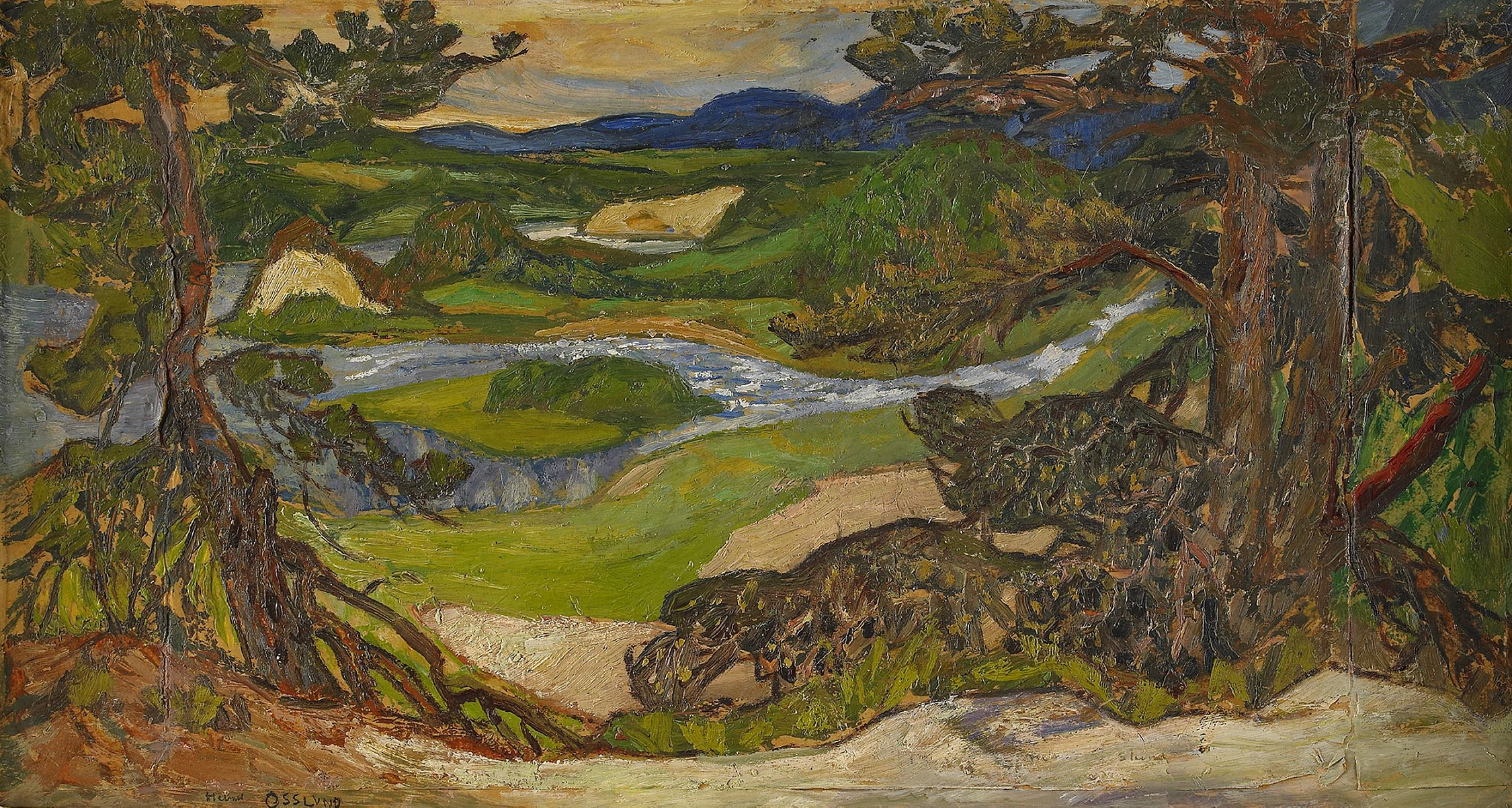
Літній вечір на Факсельвен. Картина Х. Осслунда.

Річці Факсельвен присвятив кілька своїх картин шведський художник-пейзажист   (1866—1938).